# 16116 Balakrishnan
16116 Balakrishnan è un asteroide della fascia principale. Scoperto nel 1999, presenta un'orbita caratterizzata da un semiasse maggiore pari a 2,4012788 au e da un'eccentricità di 0,2382162, inclinata di 2,39089° rispetto all'eclittica.
L'asteroide è dedicato alla studentessa guamaniana Jennifer Sayaka Balakrishnan.